# Egil Johansen (orienterare)
Egil Johansen, född 18 augusti 1954, är en norsk orienterare som blev världsmästare individuellt 1976 och 1978 samt i stafett 1978, han har även tagit två VM-silver.